# 武济耶区
武济耶区（法語：arrondissement de Vouziers）是法国阿登省所辖的一个区。总面积1412.2平方公里，总人口21670，人口密度15人/平方公里（2018年）。主要城镇为武济耶。

## 辖区
武济耶区辖有118个市镇。